# Bench Island
Bench Island, unter den Māori als Rarotoka bekannt, ist eine Insel östlich von Stewart Island und südlich der Südinsel von Neuseeland.

## Geographie
Die unbewohnte Insel befindet sich östlich des Eingangs zum Paterson Inlet/Whaka a Te Wera von Stewart Island und rund 7,5 km östlich von Oban, dem einzigen Ort auf Stewart Island. Administrativ zählt Bench Island zum Southland District der Region Southland.
Zwischen der Halbinsel The Neck und Bench Island im Südwesten befindet sich die 2,6 km breite Carter Passage und im Nordosten von Bench Island die Abbott Passage.

## Flora und Fauna
Die Insel, die mit Buschwerk und Wald bewachsen ist, steht unter Schutz und wird vom Department of Conservation verwaltet. Um die Insel herum leben Barrakudas, Arrow squid und Octopus. Sie sind unter anderem Beutetiere für die auf der Insel lebenden Neuseeländische Seebären.